# Eleição presidencial nos Estados Unidos em 1892
A eleição presidencial dos Estados Unidos de 1892 foi a vigésima-sétima eleição presidencial do país. O ex-presidente Grover Cleveland concorreu à reeleição contra o atual presidente Benjamin Harrison, que era também candidato à reeleição. Cleveland derrotou Harrison, tornando-se assim a primeira pessoa na história americana a ser eleito para um segundo mandato não consecutivo presidencial. Cleveland, que havia vencido o voto popular contra Harrison em 1888, perdeu a votação do Colégio Eleitoral (e, portanto, a eleição) nesse ano. Cleveland se tornou o primeiro democrata a ser indicado por seu partido por três vezes consecutivas.

## Processo eleitoral
A partir de 1832, os candidatos para presidente e vice começaram a ser escolhidos através das Convenções. Os delegados partidários, escolhidos por cada estado para representá-los, escolhem quem será lançado candidato pelo partido. Os eleitores gerais elegem outros "eleitores" que formam o Colégio Eleitoral. A quantidade de "eleitores" por estado varia de acordo com a quantidade populacional do estado. Em quase todos os estados, o vencedor do voto popular leva todos os votos do Colégio Eleitoral.

## Convenções

### Convenção Nacional doPartido Republicanode 1892

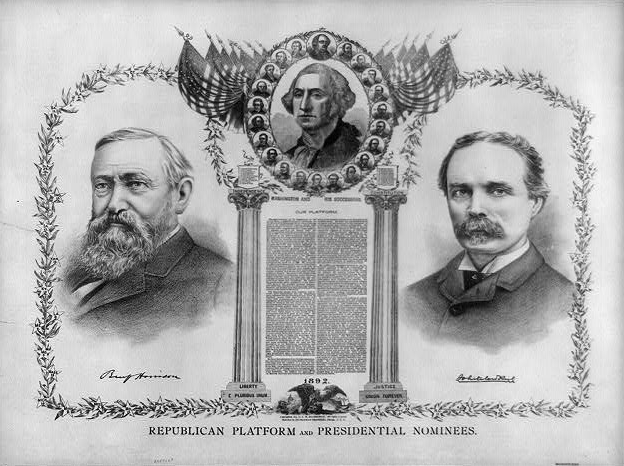
Cartaz republicano com Harrison e Reid

A décima Convenção Nacional Republicana foi realizada entre 7 e 10 de junho em Minneapolis. Estiveram presentes 906 delegados usando a repartição tradicional de dois delegados por voto eleitoral e dois por território. O presidente Harrison ganhou a re-nomeação no primeiro escrutínio por 536 votos a 183 de James G. Blaine, a 182 de William McKinley, e a 5 de outros. Whitelaw Reid foi nomeado para vice.

### Convenção Nacional doPartido Democratade 1892

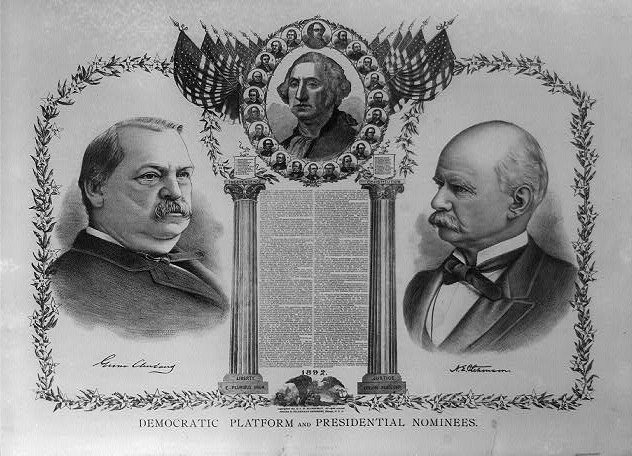
Cartaz democrata com Cleveland e Adlai

A décima-sexta Convenção Nacional Democrata foi realizada entre 21 e 23 de junho em Chicago. O prédio não foi construído muito bem, e quando uma tempestade atravessou a cidade, o prédio balançou dos ventos e depois vazou a água da chuva nos delegados. Com 607 necessários para uma decisão, Grover Cleveland venceu no primeiro escrutínio, com 617.3 votos a 114 de David B. Hill, a 103 de Horace Boies, e a 75.67 de outros. Adlai E. Stevenson foi indicado para vice na segunda votação com 652 votos a 343 de Isaac P. Gray, a 86 de Allen Benton Morse, e a 78 de outros.

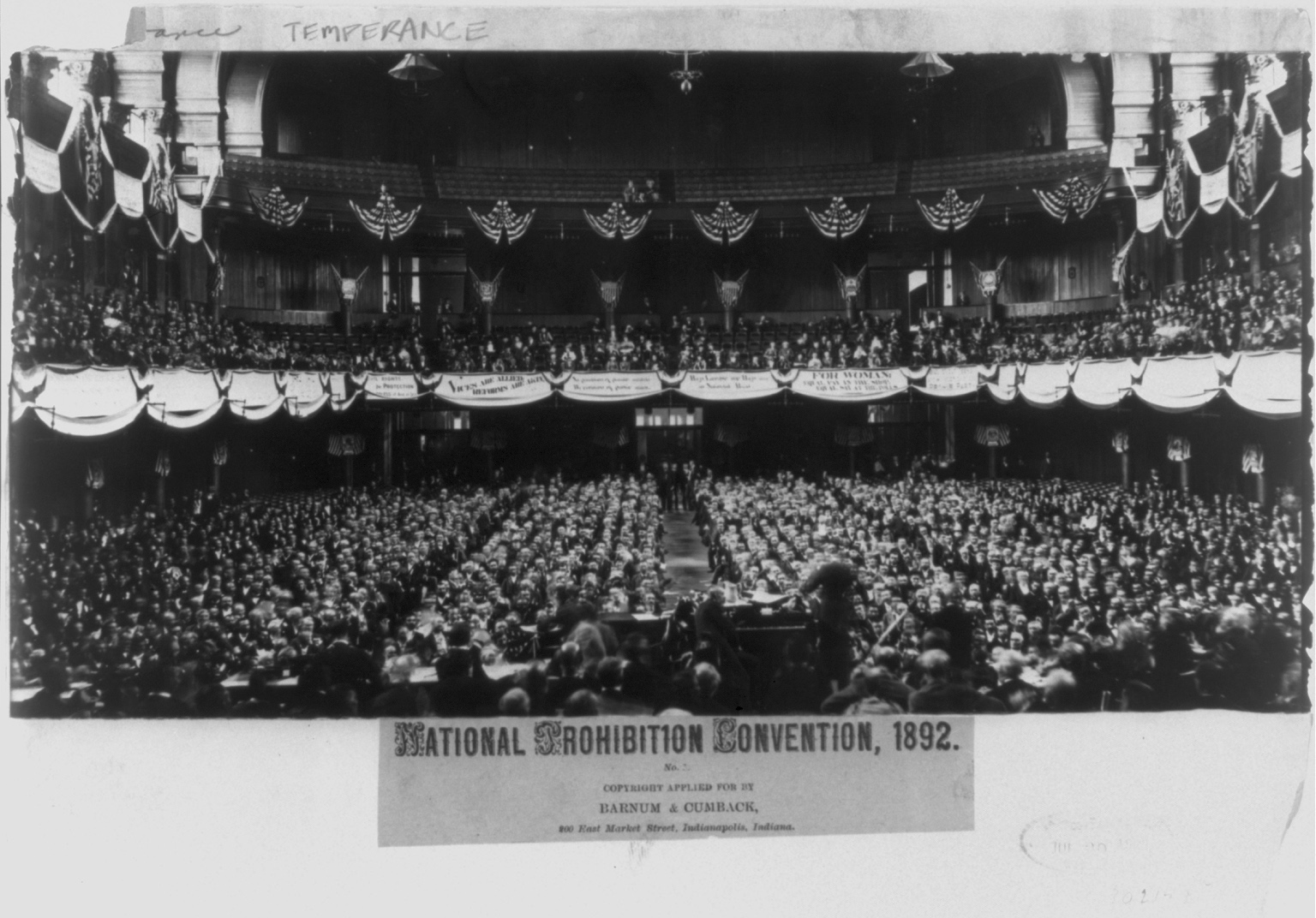
Convenção do Partido da Proibição em 1892

### Convenção Nacional doPartido da Proibiçãode 1892
A sexta Convenção Nacional do Partido da Proibição foi realizada entre 29 e 30 de junho em Cincinnati. Havia 972 delegados presentes de todos os estados, exceto Louisiana e Carolina do Sul. Foi nomeado John Bidwell para o presidente na primeira votação com 590 votos contra 321 de outros. James Cranfill foi escolhido para vice.

### Convenção Nacional do Partido das Pessoas (Populistas) de 1892
A primeira Convenção Nacional Populista foi realizada entre 2 e 5 de julho em Omaha. Havia 1300 delegados presentes. O Partido Populista foi formado em 1891 para promover os interesses da agricultura contra o crescente poder das ferrovias. A convenção nacional nomeou James B. Weaver presidente com 995 votos contra 268 de outros. James G. Field foi nomeado vice-presidente.

### Convenção Nacional do Partido Trabalho Socialista de 1892
A convenção realizada em 28 de agosto, nomeou Simon Wing para presidente e Charles H. Matchett para vice.

## Resultados
| Candidato presidencial                                           | Partido                                                          | Estado de origem                                                 | Voto popular                                                     | Voto popular                                                     | Colégio Eleitoral | Colégio Eleitoral | Running mate                | Running mate     | Running mate      |
| Candidato presidencial                                           | Partido                                                          | Estado de origem                                                 | Votos                                                            | %                                                                | Votos             | %                 | Candidato vice-presidencial | Estado de origem | Colégio Eleitoral |
| ---------------------------------------------------------------- | ---------------------------------------------------------------- | ---------------------------------------------------------------- | ---------------------------------------------------------------- | ---------------------------------------------------------------- | ----------------- | ----------------- | --------------------------- | ---------------- | ----------------- |
| Grover Cleveland                                                 | Partido Democrata                                                | Nova Jersey                                                      | 5.553.898                                                        | 46,02%                                                           | 277               | 62,4%             | Adlai E. Stevenson          | Nova Iorque      | 277               |
| Benjamin Harrison                                                | Partido Republicano                                              | Ohio                                                             | 5.190.799                                                        | 43,01%                                                           | 145               | 32,7%             | Whitelaw Reid               | Ohio             | 145               |
| James Weaver                                                     | Partido das Pessoas (Populista)                                  | Ohio                                                             | 1.026.595                                                        | 8,51%                                                            | 22                | 5,0%              | James Field                 | Virgínia         | 0                 |
| John Bidwell                                                     | Partido da Proibição                                             | Nova Iorque                                                      | 270.889                                                          | 2,24%                                                            | 0                 | 0%                | James Cranfill              | Texas            | 0                 |
| Outros                                                           | Outros                                                           | Outros                                                           | 25.846                                                           | 0,21%                                                            | 0                 | 0%                | Outros                      | Outros           | 0                 |
| Total                                                            | Total                                                            | Total                                                            | 12.068.027                                                       | 100%                                                             | 444               |                   |                             |                  | 444               |
| Votos minímos do Colégio Eleitoral de que se precisa para vencer | Votos minímos do Colégio Eleitoral de que se precisa para vencer | Votos minímos do Colégio Eleitoral de que se precisa para vencer | Votos minímos do Colégio Eleitoral de que se precisa para vencer | Votos minímos do Colégio Eleitoral de que se precisa para vencer | 223               |                   |                             |                  | 223               |

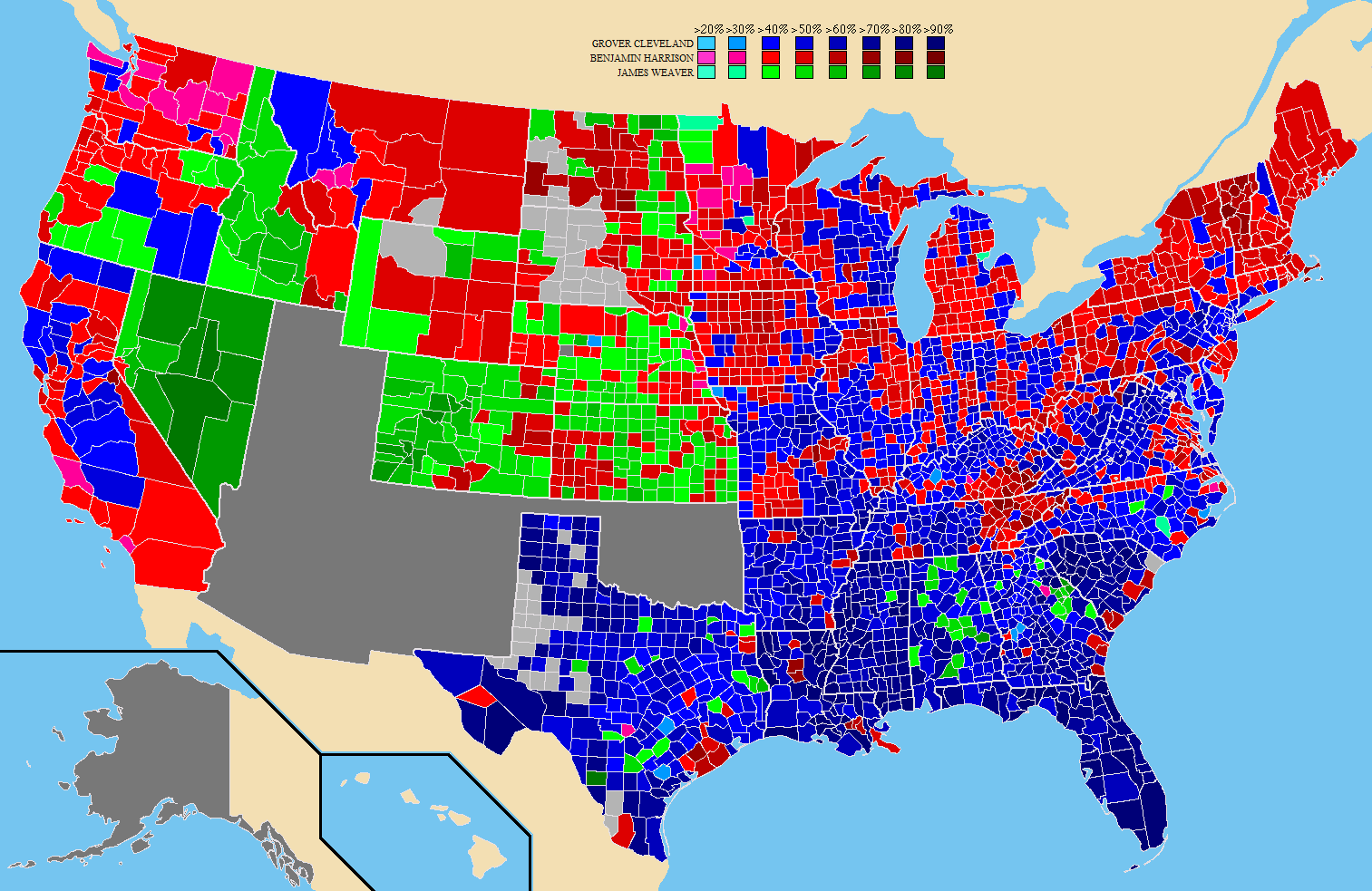
Os locais de azul é onde Grover Cleveland obteve mais votos. De vermelho são os locais onde Benjamin Harrison havia recebido mais votos. De verde é onde James B. Weaver recebeu mais votos

Fonte - Voto popular: Colégio Eleitoral: